# Scammonin I
Scammonin I ist eine chemische Verbindung aus der Gruppe der Glycoside. Es ist der Hauptbestandteil des Milchsaftes der Wurzel der Pflanze Convolvulus scammonia (Orientalische Purgierwinde), der früher als Abführmittel verwendet wurde, und der Jalape (mexikanische Purgierwinde). Die Verbindung wurde auch in anderen Pflanzen nachgewiesen. Neben Scammonin I wurde noch einige weitere ähnliche Verbindungen in dem Extrakt identifiziert.